# Perdita attesa
La perdita attesa (in inglese expected loss, EL) è la somma dei valori di tutte le possibili perdite, ciascuna moltiplicata per la probabilità che tale perdita si verifichi..
Su prestiti bancari (case, automobili, carte di credito, prestiti commerciali, ecc.) o più in generale sui crediti la perdita attesa varia nel tempo per diversi motivi. La maggior parte dei prestiti viene rimborsata nel tempo e quindi ha un importo in essere decrescente. Inoltre, i prestiti sono spesso assistiti da garanzie reali il cui valore cambia "diversamente" nel tempo rispetto al valore residuo del prestito.
Tre fattori sono rilevanti nell'analisi della perdita attesa:
- Probabilità di default (PD)[2][3]
- Exposure at Default (EAD)[4][5]
- Loss Given Default (LGD)[6][7]

Quindi si ricava EL= PD x EAD x LGD.
La perdita attesa non è invariante nel tempo, ma deve essere ricalcolata al mutare delle circostanze. A volte possono aumentare sia la probabilità di insolvenza che la perdita in caso di insolvenza, fornendo due motivi per cui la perdita attesa aumenta.
Ad esempio, in un periodo di 20 anni, solo il 5% di una data classe di proprietari di case non adempie ai propri obblighi. Tuttavia, quando una crisi sistemica colpisce e i valori delle case scendono del 30% per un periodo prolungato, quella stessa classe di mutuatari cambia il proprio comportamento predefinito. Invece di un default del 5%, diciamo un default del 10%, in gran parte dovuto al fatto che la LGD è aumentata in modo catastrofico.